# 성서도서관
성서도서관은 대구광역시 달서구 이곡동 소재의 구립 도서관이다.

## 연혁
- 2006년 10월 27일 재정 투/융자 심의 의결
- 2006년 12월 18일 공유재산관리계획 변경안 의결
- 2007년 1월 10일 대구광역시 도시공원 조성계획 변경결정
- 2007년 4월 23일 기본 및 실시설계
- 2007년 9월 18일 도서관 건립부지 매입
- 2007년 9월 20일 도시계획시설사업 실시계획 인가
- 2007년 10월 8일 달서구립성서도서관 건립공사 착공
- 2008년 10월 13일 달서구립성서도서관 건립공사 준공
- 2008년 12월 23일 달서구립성서도서관 개관

## 시설현황
- 3층: 디지털 e-세상, 어울림터, 생각나눔터, 정보통신실
- 2층: 꿈꾸는 서재
- 1층: 책나라여행, 도란도란 샘터, 수유실, 사무실
- 지하1층: 서고, 펌프실, 전기실, 주차장